# استاروبیکینو
استاروبیکینو (انگلیسی: Starobikkino) یک شهرک در شهرستان چکماگوشفسکی استان باشقیرستان کشور روسیه است.